# Euxoa falleri
Euxoa falleri är en fjärilsart som beskrevs av Karl Schawerda 1927. Euxoa falleri ingår i släktet Euxoa och familjen nattflyn. Inga underarter finns listade i Catalogue of Life.